# 德政镇
德政镇，是中华人民共和国河北省邯郸市魏县下辖的一个乡镇级行政单位。

## 行政区划
德政镇下辖以下地区：
德一村、德二村、德三村、德四村、王庄村、刘庄村、马庄村、生町村、清化里村、柏二庄村、安张庄村、后小寨村、前小寨村、大寨村、安上村、前西营村和后西营村。